# Ге, Григорий Григорьевич
Григорий Григорьевич Ге (27 сентября [9 октября] 1867, Херсон — 13 января 1942, Москва) — русский драматический актёр и драматург, племянник Н. Н. Ге. Заслуженный артист Государственных академических театров (1922).

## Биография
Родился в Херсоне 27 сентября (9 октября) 1867 года в семье Григория Николаевича Ге, в которой было пятеро детей — четыре старших дочери и сын.
Начальное образование получил в Париже, во Фрёбелевской школе. В десять лет был отдан в пансион при Ришельевской гимназии, но в конце первого года, по недоразумению, был исключен из гимназии. Снова уехал с матерью в Париж, но через год вернулся в Одессу и поступил во второй класс 1-й одесской гимназии, откуда также был исключен, но уже за собственную шалость. После смерти матери переехал к отцу в Николаев, где окончил реальное училище в 1886 году. По совету дяди-художника поехал в Санкт-Петербург с намерением поступить в Академию Художеств, однако старый друг семьи И. Е. Репин посоветовал ему заняться театральным искусством. В петербургской театральной школе Д. Д. Коровякова учился у М. И. Писарева и его помощника В. В. Шумилина и уже через год начал выступать в антрепризе Незлобина (Алябьева).
Сценическую деятельность начал в 1889 году в Саратове. Два зимних сезона провёл в Астрахани, затем были Вильно, Воронеж, Харьков, где он играл два года. В 1897 году написал пьесу «Набат». Был приглашен в Санкт-Петербург, в театр Суворина, по заказу которого написал вторую пьесу — «Трильби» (по одноимённому роману Дж. Дюморье).
С 1897 года до конца жизни играл на сцене Александринского театра в Санкт-Петербурге. Исполнял трагические и иные роли, среди которых — Шейлок, Гамлет, Иоанн («Смерть Иоанна Грозного» А. К. Толстого), Борис (в «Борисе Годунове» А. С. Пушкина), Иванов (в одноимённой пьесе А. П. Чехова), Мефистофель, Яго (в «Отелло») и др. Написал около 20 пьес, которые ставились на столичных и провинциальных сценах: «Набат» (1897), «Трильби» (1898), «Казнь» (1897), «Жан Ермолаев» (1906) и др.
В 1922 году, в связи с пятидесятипятилетним юбилеем, получил звание «Заслуженный артист Государственных академических театров».
В 1937 году был разбит параличом. Умер 13 января 1942 года в Москве.

## Произведения
«Театральная Россия» (Москва, 1928).

## Семья
Жена: Анна Ивановна Ге (урождённая Новикова, во втором браке Вуич; 1881—1949) — драматическая актриса (выступала в Александринском театре), коллекционер русского серебра и мебели; состояла в браке с Георгием Ивановичем Вуичем (1867—1957); в эмиграции во Франции, одна из владелиц Дома белья и моды «Анек» (Париж).
Дочь: Ия Григорьевна Ге-Абди (1897—1992) — портниха, модельер, манекенщица; воспитывалась в Павловском женском институте в Санкт-Петербурге; жена британского баронета сэра Роберта Генри Эдварда Абди (1896—1976).
Сын: Григорий, эмигрировал в США, где стал актёром под именем Грегори Гайе.
Внук: актёр Джордж Гейнс.